# Половці (гміна Черемха)
Половці (Половце, пол. Połowce) — село в Польщі, у гміні Черемха Гайнівського повіту Підляського воєводства. Населення — 15 осіб (2011).

## Історія
Вперше згадується 1560 року.
У 1975—1998 роках село належало до Білостоцького воєводства.

## Демографія
Демографічна структура станом на 31 березня 2011 року:
|          | Загалом | Допрацездатний вік | Працездатний вік | Постпрацездатний вік |
| -------- | ------- | ------------------ | ---------------- | -------------------- |
| Чоловіки | 7       | 0                  | 5                | 2                    |
| Жінки    | 8       | 0                  | 3                | 5                    |
| Разом    | 15      | 0                  | 8                | 7                    |

## Релігія
У селі наявна каплиця Покрову Пресвятої Богородиці.